# التناظر في ميكانيكا الكم
التناظرات في ميكانيكا الكم تصف سمات الزمكان والجسيمات التي لم تتغير في بعض التحولات، في سياق ميكانيكا الكم، وميكانيكا الكم النسبية و نظرية الحقل الكمومي، مع تطبيقات الصيغة الرياضية للنموذج القياسي و فيزياء الموادة المكثفة. عموما يمثل التناظر في الفيزياء، والثبات، و قوانين الحفظ، قيودا في صياغة النظريات والنماذج الفيزيائية. في الممارسة العملية، فهي أساليب قوية لحل المشاكل والتنبؤ بما يمكن أن يحدث. في حين أن قوانين الحفظ لا تعطي دائما الإجابة على المشكلة مباشرة، إلا أنها تشكل القيود الصحيحة والخطوات الأولى لحل العديد من المشكلات.
توضح هذه المقالة العلاقة بين الشكل الكلاسيكي من التناظرات المستمرة فضلا عن مؤثري الكَمّ، وتربطها بزمرة لاي، والتحولات النسبية في زمرة لورنتز وزمرة بوانكاريه.

## الرموز
اصطلاحات الرموز المستخدمة في هذه المقالة هي كالتالي: تشير الحروف الكبيرة إلى المتجهات والكائنات ذات المتجهات الأربعة والمصفوفات ومؤثرات المتجهات بينما تستخدم الحالات الكمية رموز براكيت. تدل رموز القبعات الواسعة فوق الأحرف على المؤثرات، أما الصغيرة فهي تدل على متجهات الوحدة. يُستخدم ترميز أينشتاين للمؤشرات المرنة المتكررة ما لم يُفترض خلاف ذلك. رمز مينكوفسكي المتري هو (+ −−−).

## المتحولات المتناظرة للدالة الموجية في ميكانيكا الكم غير النسبية

### التناظر المستمر
تشرح مبرهنة نويثر العلاقات بين التناظر المستمر وقوانين الحفظ بشكل عام.
يصبح شكل مؤثرات الكم الأساسية (مثل الطاقة كمشتق زمني جزئي والقوة كتدرج مكاني) واضحًا عندما يأخذ المراقب بعين الاعتبار الحالة الأولية ثم يغير أحد العوامل قليلاً. يمكن القيام بذلك مع عمليات النقل (الأطوال) والمدة (الوقت) والزوايا (الدورانات). ويمكن بالإضافة إلى ذلك ملاحظة ثبات بعض الكميات من خلال إجراء هذه التغيرات في الأطوال والزوايا ما يوضح فكرة الحفاظ على هذه الكميات.
تكون المتحولات الخاصة بوظائف موجة جزيئية واحدة فقط من النموذج:
{\displaystyle {\widehat {\Omega }}\psi (\mathbf {r} ,t)=\psi (\mathbf {r} ',t')}
حيث يدل {\displaystyle {\widehat {\Omega }}} على مؤثر واحدي.
تعتبر الواحدية مهمة بشكل عام بالنسبة للمؤثرات التي تمثل التغيرات في المكان والزمان والدوران، لأن قاعدة الحالة (التي تمثل الاحتمال الكلي لوجود جسيم في مكان ما من خط الدوران) يجب أن تبقى صحيحة رغم هذه التحولات. يمكن أن تتسع النتائج لتشمل العديد من الوظائف الموجية للجسيمات. تكون معادلات متجهات الحالة الكمومية المكتوبة بترميز ديراك كما يلي:
{\displaystyle {\widehat {\Omega }}\left|\mathbf {r} (t)\right\rangle =\left|\mathbf {r} '(t')\right\rangle }
يغير عمل {\displaystyle {\widehat {\Omega }}} لـ {\displaystyle \psi (r,t)} إلى {\displaystyle \psi (r',t')}، وبذلك يتغير أيضًا مقلوب {\displaystyle {\widehat {\Omega }}^{-1}={\widehat {\Omega }}^{\dagger }} إلى {\displaystyle \psi (r',t')}. ليعود {\displaystyle \psi (r,t)} ويحقق المؤثر الثابت {\displaystyle {\widehat {A}}} الخاص {\displaystyle {\widehat {\Omega }}} ما يلي:
{\displaystyle {\widehat {A}}\psi ={\widehat {\Omega }}^{\dagger }{\widehat {A}}{\widehat {\Omega }}\psi \quad \Rightarrow \quad {\widehat {\Omega }}{\widehat {A}}\psi ={\widehat {A}}{\widehat {\Omega }}\psi }
وبالتالي:
{\displaystyle [{\widehat {\Omega }},{\widehat {A}}]\psi =0}
يجب أيضًا أن تكون المؤثرات الكمية لأي حالة ψ (التي تمثل الملاحظات) مرتبطة وظيفيًا حتى تكون القيم الذاتية الخاصة بها أرقامًا حقيقية، أي أن المؤثر يساوي قرينه الوظيفي {\displaystyle {\widehat {A}}={\widehat {A}}^{\dagger }}.

### نظرة عامة على نظرية زمرة لاي
فيما يلي النقاط الرئيسية لنظرية المجموعة المتعلقة بنظرية الكم.
لنفرض أن G مجموعة من مجموعات لاي، وهي مجموعة تُحدد محليًا بواسطة عدد ثابت N من الدوال الحقيقية المتغيرة باستمرار ξ1, ξ2, ... ξN. وذلك يعني أن G عبارة عن مجموعة متعددة الشعب ذات عمليات سلسة. ويكون:
- بُعد المجموعة N هو عدد الدوال التي تملكها.
- العناصر g في المجموعة G هي وظائف الدوال:

{\displaystyle g=G(\xi _{1},\xi _{2},\cdots )}
وتعود جميع الدوال التي تساوي الصفر كعناصر محايدة في المجموعة:
{\displaystyle I=G(0,0\cdots )}
غالبًا ما تكون عناصر المجموعة مصفوفات تعمل على مسار المتجهات، أو متغيرات تعمل على التوابع.
- مولدات المجموعة هي المشتقات الجزئية لعناصر المجموعة التي تتعلق بمعاملاتها والتي تعطي نتيجة ثابتة عند تعيين المعامل صفرًا:

{\displaystyle X_{j}=\left.{\frac {\partial g}{\partial \xi _{j}}}\right|_{\xi _{j}=0}}

## مجموعة لورنتز في ميكانيكا الكم النسبية
فيما يلي نظرة عامة على مجموعة لورنتز التي تهتم بالسرعات والدورانات في الزمكان.
يمكن تحديد تحويلات معاملات لورينتز بالسرعة φ للحركة في اتجاه متجه الوحدة ثلاثية الأبعاد {\displaystyle {\hat {\mathbf {n} }}=(n_{1},n_{2},n_{3})}، وتحدد زاوية الدوران θ حول متجه الوحدة ثلاثية الأبعاد {\displaystyle {\hat {\mathbf {a} }}=(a_{1},a_{2},a_{3})} محور الدوران، وتمثل إذن المعادلات {\displaystyle \varphi {\hat {\mathbf {n} }}=\varphi (n_{1},n_{2},n_{3})} و {\displaystyle \theta {\hat {\mathbf {a} }}=\theta (a_{1},a_{2},a_{3})} ستة معاملات في مجموعة لورنتز (ثلاثة معاملات للدوران وثلاثة للحركة)، وتشمل مجموعة لورنتز ستة أبعاد.

### الدوران الصرف في الزمكان
تشكل مصفوفات الدوران ومولدات الدوران المذكورة أعلاه جزءًا مشابهًا للمصفوفة رباعية الأبعاد، والتي تمثل معاملات الدوران الصرف لدى لورنتز. العناصر الثلاثة لمجموعة لورنتز {\displaystyle {\widehat {R}}_{x},{\widehat {R}}_{y},{\widehat {R}}_{z}} والمولدات J = J1, J2, J3 هي كالتالي:
| {\displaystyle {\widehat {R}}(\Delta \theta ,{\hat {\mathbf {e} }}_{x})={\begin{pmatrix}1&0&0&0\\0&1&0&0\\0&0&\cos \Delta \theta &-\sin \Delta \theta \\0&0&\sin \Delta \theta &\cos \Delta \theta \\\end{pmatrix}}\,,} | {\displaystyle J_{x}=J_{1}=i{\begin{pmatrix}0&0&0&0\\0&0&0&0\\0&0&0&-1\\0&0&1&0\\\end{pmatrix}}\,,} |
| {\displaystyle {\widehat {R}}(\Delta \theta ,{\hat {\mathbf {e} }}_{y})={\begin{pmatrix}1&0&0&0\\0&\cos \Delta \theta &0&\sin \Delta \theta \\0&0&1&0\\0&-\sin \Delta \theta &0&\cos \Delta \theta \\\end{pmatrix}}\,,} | {\displaystyle J_{y}=J_{2}=i{\begin{pmatrix}0&0&0&0\\0&0&0&1\\0&0&0&0\\0&-1&0&0\\\end{pmatrix}}\,,} |
| {\displaystyle {\widehat {R}}(\Delta \theta ,{\hat {\mathbf {e} }}_{z})={\begin{pmatrix}1&0&0&0\\0&\cos \Delta \theta &-\sin \Delta \theta &0\\0&\sin \Delta \theta &\cos \Delta \theta &0\\0&0&0&1\\\end{pmatrix}}\,,} | {\displaystyle J_{z}=J_{3}=i{\begin{pmatrix}0&0&0&0\\0&0&-1&0\\0&1&0&0\\0&0&0&0\\\end{pmatrix}}\,.} |

تعمل مصفوفات الدوران على أي متجه من المتجهات الأربعة (A = (A0, A1, A2, A3 وتقوم بتدوير مكونات المكان وفقًا للمعادلة:
{\displaystyle \mathbf {A} '={\widehat {R}}(\Delta \theta ,{\hat {\mathbf {n} }})\mathbf {A} }
يجري التعامل مع A عند نشر المصفوفة على أنه متجه عمودي مع ترك إحداثيات الوقت دون تغيير.

### الحركة الصرفة في الزمكان
تعتبر الحركة مع السرعة ctanhφ في الاتجاهات x أو y أو z والمعطاة بواسطة المتجهات الديكارتية الأساسية {\displaystyle {\hat {\mathbf {e} }}_{x},{\hat {\mathbf {e} }}_{y},{\hat {\mathbf {e} }}_{z}} مصفوفاتٍ متحولات الحركة. وتعتبر هذه المصفوفات {\displaystyle {\widehat {B}}_{x},{\widehat {B}}_{y},{\widehat {B}}_{z}} والمؤثرات المقابلة لها (K = (K1, K2, K3 هي العناصر الثلاثة المتبقية في المجموعة ومولدات مجموعة لورنتز:
| {\displaystyle {\widehat {B}}_{x}\equiv {\widehat {B}}(\varphi ,{\hat {\mathbf {e} }}_{x})={\begin{pmatrix}\cosh \varphi &\sinh \varphi &0&0\\\sinh \varphi &\cosh \varphi &0&0\\0&0&1&0\\0&0&0&1\\\end{pmatrix}}\,,} | {\displaystyle K_{x}=K_{1}=i\left.{\frac {\partial {\widehat {B}}(\varphi ,{\hat {\mathbf {e} }}_{x})}{\partial \varphi }}\right\|_{\varphi =0}=i{\begin{pmatrix}0&1&0&0\\1&0&0&0\\0&0&0&0\\0&0&0&0\\\end{pmatrix}}\,,} |
| {\displaystyle {\widehat {B}}_{y}\equiv {\widehat {B}}(\varphi ,{\hat {\mathbf {e} }}_{y})={\begin{pmatrix}\cosh \varphi &0&\sinh \varphi &0\\0&1&0&0\\\sinh \varphi &0&\cosh \varphi &0\\0&0&0&1\\\end{pmatrix}}\,,} | {\displaystyle K_{y}=K_{2}=i\left.{\frac {\partial {\widehat {B}}(\varphi ,{\hat {\mathbf {e} }}_{y})}{\partial \varphi }}\right\|_{\varphi =0}=i{\begin{pmatrix}0&0&1&0\\0&0&0&0\\1&0&0&0\\0&0&0&0\\\end{pmatrix}}\,,} |
| {\displaystyle {\widehat {B}}_{z}\equiv {\widehat {B}}(\varphi ,{\hat {\mathbf {e} }}_{z})={\begin{pmatrix}\cosh \varphi &0&0&\sinh \varphi \\0&1&0&0\\0&0&1&0\\\sinh \varphi &0&0&\cosh \varphi \\\end{pmatrix}}\,,} | {\displaystyle K_{z}=K_{3}=i\left.{\frac {\partial {\widehat {B}}(\varphi ,{\hat {\mathbf {e} }}_{z})}{\partial \varphi }}\right\|_{\varphi =0}=i{\begin{pmatrix}0&0&0&1\\0&0&0&0\\0&0&0&0\\1&0&0&0\\\end{pmatrix}}\,.} |

تعمل مصفوفات الحركة على أي متجه من المتجهات الأربعة A = A0, A1, A2, A3 وتدمج مكونات الوقت ومكونات المكان وفقًا لما يلي:
{\displaystyle \mathbf {A} '={\widehat {B}}(\varphi ,{\hat {\mathbf {n} }})\mathbf {A} }
يشير مصطلح الحركة إلى السرعة النسبية بين إطارين، ولا يجب الخلط بينه وبين القوة.

### الجمع بين الحركات والدوران
تعطي نتائج الدوران دورانًا آخر (كتكرار المجموعة الفرعية) بينما لا يمكن التعبير عن نتائج الحركة مع الحركة أو نتائج الدوران مع الحركة كحركات أو دوران صرف. يمكن بشكل عام التعبير عن أي تحول في مصفوفة لورنتز كنتيجة لدوران صرف وحركة صرفة.
يشار إلى مولدات الحركة والدوران بـ D(K) و D(J) على التوالي، ويشير الحرف D في هذا السياق إلى تمثيل المجموعة.
يحدث خلط بين الحركات والدوران بشكل دائم، على الرغم من أن الدوران وحده يسبب ببساطة دورات أخرى. يعطي تسارع المولدات مؤثرات الحركة والدوران المُحددة في معادلة لورنتز العامة، والتي تُحَوَّل بموجبها إحداثيات الزمكان من إطار ساكن إلى إطار متحرك و/ أو إطار دوران آخر.

## زمرة بوانكاريه في ميكانيكا الكم النسبية ونظرية المجال
تتشكل زمرة بوانكاريه من مجموعة التناظر الانتقالي وتناظر الترجمة الزمنية والتناظر الدوراني والحركات معًا. إنَّ عناصر المجموعة هي مصفوفات الدوران الثلاث ومصفوفات الحركة الثلاث (كما هو الحال في مجموعة لورنتز)، وعنصر الترجمة الزمنية وثلاثة عناصر للترجمات المكانية في الزمكان. وهناك مولد لكل منهما. لذلك تتكون زمرة بوانكاريه من عشرة 10 أبعاد.
يمكن في النسبية الخاصة جمع المكان والزمان في متجه رباعي الموضع (X = (ct, −r، ويمكن أيضًا الجمع بين الطاقة والزخم في متجه رباعي الزخم P = (E/c, −p). يمكن الجمع بين المدة الزمنية ومعاملات الإزاحة المكانية مع أخذ ميكانيكا الكم النسبية بعين الاعتبار (عددها أربعة وهي واحدة للوقت وثلاثة للمكان) في إزاحة الزمكان ΔX = (cΔt, −Δr)، وتُدرج مؤثرات الطاقة والزخم في متجه رباعي للحصول على مؤثر الزخم الرباعي.
{\displaystyle {\widehat {\mathbf {P} }}=\left({\frac {\widehat {E}}{c}},-{\widehat {\mathbf {p} }}\right)=i\hbar \left({\frac {1}{c}}{\frac {\partial }{\partial t}},\nabla \right)\,,}
وهي مولدات الترجمات الزمانية (عددها أربعة وهي واحدة للزمن وثلاثة للمكان):
{\displaystyle {\widehat {X}}(\Delta \mathbf {X} )=\exp \left(-{\frac {i}{\hbar }}\Delta \mathbf {X} \cdot {\widehat {\mathbf {P} }}\right)=\exp \left[-{\frac {i}{\hbar }}\left(\Delta t{\widehat {E}}+\Delta \mathbf {r} \cdot {\widehat {\mathbf {p} }}\right)\right]\,.}
توجد علاقات بين المكونات ذات الزخم الرباعي P (مولدات ترجمات الزمكان) والزخم الزاوي M (مولدات تحولات لورنتز) التي تحدد معادلة بوانكاريه:
- {\displaystyle [P_{\mu },P_{\nu }]=0\,}
- {\displaystyle {\frac {1}{i}}[M_{\mu \nu },P_{\rho }]=\eta _{\mu \rho }P_{\nu }-\eta _{\nu \rho }P_{\mu }\,}
- {\displaystyle {\frac {1}{i}}[M_{\mu \nu },M_{\rho \sigma }]=\eta _{\mu \rho }M_{\nu \sigma }-\eta _{\mu \sigma }M_{\nu \rho }-\eta _{\nu \rho }M_{\mu \sigma }+\eta _{\nu \sigma }M_{\mu \rho }\,}

حيث η هو عامل مينكوفيسكي المتري. (من الشائع حذف أي شارات قبعات عن رموز مؤثرات الزخم الأربعة في علاقات المكونات). تعبّر هذه المعادلات عن الخصائص الأساسية للزمان والمكان. تمتلك المعادلات نظائر كلاسيكية تحتوي على أقواس بواسون.
تصف معادلة باولي- لبانسكي للمتجهات الدوران في ميكانيكا الكم النسبية
{\displaystyle W_{\mu }={\frac {1}{2}}\varepsilon _{\mu \nu \rho \sigma }J^{\nu \rho }P^{\sigma },}
يصف مؤثر كازيمير مساهمة الدوران المستمرة في الزخم الزاوي الكلي، وتوجد علاقات تربط بين P وW وبين M وW:
{\displaystyle \left[P^{\mu },W^{\nu }\right]=0\,,}
{\displaystyle \left[J^{\mu \nu },W^{\rho }\right]=i\left(\eta ^{\rho \nu }W^{\mu }-\eta ^{\rho \mu }W^{\nu }\right)\,,}
{\displaystyle \left[W_{\mu },W_{\nu }\right]=-i\epsilon _{\mu \nu \rho \sigma }W^{\rho }P^{\sigma }\,.}
يمكن استخدام متغيرات كازيمير بدلًا من المتغيرات التي استُخرجت من W لتصنيف النتائج غير القابلة للاختزال في زمرة لورينتز.

## التناظر في نظرية المجال الكمي وفيزياء الجسيمات

### المجموعات الواحدية في نظرية المجال الكمي
نظرية المجموعة هي طريقة مجردة لتحليل التناظرات الرياضية. تمتلك العوامل الواحدية أهمية كبيرة في نظرية الكم، لذلك تعتبر المجموعات الواحدية مهمة جدًا في فيزياء الجسيمات. يشار إلى مجموعة من المصفوفات ذات العدد N رباعية الأبعاد بـ U(N). تحافظ المؤثرات الواحدية على النتائج الداخلية ما يحافظ أيضًا على الاحتمالات، وبالتالي تكون ميكانيكا الكم ثابتة بالنسبة للنظام في ظل التحولات الواحدية.